# Enterorragia
Il termine enterorragia (dal greco ἔντερον, "intestino", e -(ρ)ραγία, derivato di un tema affine a ῥήγνυμι, "rompere", inteso come rottura di vasi sanguigni) identifica, nella semeiotica medica classica, l'emissione di sangue frammisto a feci e proveniente dal tratto gastroenterico inferiore, definito come la porzione di intestino compreso tra il legamento del Treitz ed il retto.
L'enterrorragia si differenzia classicamente dalla melena (emorragie del tratto gastroenterico superiore - esofago, stomaco e duodeno) per la presenza di sangue solo parzialmente digerito e macroscopicamente visibile nelle feci; tuttavia, emorragie intestinali minori o intermittenti possono essere comunque difficilmente individuate senza ricorrere a metodiche di laboratorio come la ricerca del sangue occulto nelle feci.
Il sangue può essere ben visibile o frammisto a feci, accompagnato a muco, rosso rutilante o più scuro.
L'emissione di sangue rosso vivo con l'atto della defecazione è più specificatamente definito ematochezia.

## Eziologia
L'enterorragia è dovuta alla perdita di sangue nel tratto digestivo inferiore. Tra le cause più frequenti di enterorragia si riconoscono:
- Angiodisplasia intestinale (responsabile anche di melena)
- Coagulopatie o utilizzo di farmaci che agiscono sull'aggregazione o coagulazione
- Emorroidi e/o ragadi anali (responsabili soprattutto di rettorragia ed ematochezia)
- Diverticolosi
- Diverticolo di Meckel ed altre malformazioni
- Polipi
- Colite pseudomembranosa
- Colite ischemica
- Malattia di Crohn
- Rettocolite ulcerosa
- Enterocoliti da batteri (shigellosi, Salmonella, Campylobacter)
- Colite o enterite da radiazioni
- Carcinoma del colon o del piccolo intestino
- Linfoma
- Amebiasi

## Profilo diagnostico
L'emissione di sangue macroscopicamente riconoscibile nelle feci deve essere indagato in primo luogo con un'accurata anamnesi ed esame obiettivo ricercando segni sistemici di gravità quali dimagrimento, anoressia, astenia ingravescente e/o anemizzazione. Altresì, è opportuno indagare modificazioni qualitative o quantitative dell'alvo (presenza di muco o diarrea).
Successivamente è necessario effettuare un'accurata esplorazione rettale completata da anoscopia al fine di individuare emorroidi sanguinanti o ragadi.
Il primo esame di laboratorio da effettuare è la ricerca del sangue occulto nelle feci al fine di confermare l'effettiva presenza di sangue.
La positività del sangue occulto fecale richiede necessariamente l'approfondimento diagnostico con colonscopia (associata o meno ad esofagogastroduodenoscopia se si sospetta un sanguinamento gastrointestinale alto) ed esami del sangue quali emocromo, funzionalità epatica e calprotectina fecale.
Tale approccio può essere completato con:
- Ecografia addome superiore ed inferiore
- Rx digerente in toto con mezzo di contrasto radiopaco
- TC addome con o senza mezzo di contrasto
- Angio TC
- Studio con videocapsula
- Scintigrafia